# Aglaia chittagonga
Aglaia chittagonga ist eine über weite Teile Süd- und Südostasiens verbreitete Art der Gattung Aglaia in der Familie Mahagonigewächse. Aglaia chittagonga ist ein kleiner bis mittelgroßer Baum, dessen Blätter und Rinde in der Ethnomedizin genutzt werden und der von der IUCN in seinem gesamten Verbreitungsgebiet als gefährdet (VU – Vulnerable) eingestuft wird.

## Beschreibung
Aglaia chittagonga ist ein kleiner bis mittelgroßer, immergrüner Baum der 7 bis 10 Meter Höhe erreicht. Die jungen Pflanzenteile, die Kelchblätter und die Früchte von Aglaia chittagonga haben eine geschuppte Oberfläche.
Die gestielten, unpaarig gefiederten Laubblätter sind 15 bis 30 Zentimeter lang und etwas breiter als lang. Sie haben bis zu sieben fast gegenständige, schmal-elliptische und zugespitzte bis spitze Blättchen mit fast kahler Oberfläche und einer Länge von bis zu 20 Zentimeter. Die Blättchen sind ganzrandig und kurz gestielt.
Aglaia chittagonga ist zweihäusig diözisch. Die kurzen, achselständigen, rispigen, lockeren Blütenstände sind aus traubigen Teilblütenständen zusammengesetzt und enthalten viele Blüten. Die weiblichen sind weniger verzweigt und kleiner. In den kurz gestielten, kleinen und dreizähligen, funktionell eingeschlechtlichen Blüten sind bei den männlichen Blüten sechs, in einer Röhre verwachsene Staubblätter enthalten sowie ein Pistillode. In den weiblichen Blüten befindet sich ein oberständiger, zweikammeriger Fruchtknoten mit fast sitzender Narbe sowie eine unfruchtbare Staubblattröhre. Der becherförmige Kelch ist schuppig, die dachigen Petalen sind dick und bootförmig.
Die essbaren, verkehrt-eiförmigen, ledrigen und bis zweisamigen, schuppigen Kapselfrüchte haben eine Länge von etwa 2 Zentimeter. Sie haben Längsrillen und die Samen sind von einem Arillus bedeckt.

## Verbreitung
Aglaia chittagonga wird innerhalb ihres Verbreitungsgebiets im Flachland an Flüssen in der Nähe der Ufer gefunden. Als Terra typica wurde in der Erstbeschreibung nur Chittagong angegeben, wobei unklar ist, ob die Stadt oder die Provinz Chittagong gemeint war. Da eine Höhenangabe von 0 bis 1000 Fuß erfolgte scheint es mehrere Fundorte gegeben zu haben, zudem deutet die Höhenangabe auf die Provinz als Namensgeber hin, da die Stadt an der Küste liegt. Die Art ist für weitere Staaten Süd- und Südostasiens belegt, so für Indochina, Thailand, Karnataka, Philippinen, Sumatra, Myanmar, östlicher Himalaya, Südchina (Hainan, Guangdong, Guangxi, Yunnan und Guizhou) und Taiwan (nur auf der Insel Lan Yu).

## Gefährdung und Schutz
Etwa 100 Arten der Gattung Aglaia werden in der Roten Liste der IUCN als gefährdet oder vom Aussterben bedroht aufgeführt. Aglaia chittagonga wurde bereits 1998 in der Liste bedrohter Bäume der IUCN als global gefährdet (VU – Vulnerable) aufgeführt, diese Einstufung ist weiterhin gültig. Als Grund für den Bestandsrückgang wurde die Zerstörung der geeigneten Lebensräume genannt. In der Roten Liste der Gefäßpflanzen Taiwans aus dem Jahr wird Aglaia chittagonga als gefährdet (VU – Vulnerable) bezeichnet, das ist die niedrigste Gefährdungskategorie. Die Einstufung wurde mit der geringen Populationsgröße von weniger als 1000 Individuen begründet.

## Systematik
Die Gattung Aglaia ist mit mehr als 120 Arten die umfangreichste Gattung der Familie Mahagonigewächse (Meliaceae). Sie ist von den Westghats in Indien bis Samoa und von Südchina bis zum tropischen Australien verbreitet. Ihren größten Artenreichtum hat sie in Malesien. Sie wird in vier Sektionen unterteilt. Die Samen von Aglaia sectio Aglaia werden in Südostasien endochorisch durch Affen verbreitet, insbesondere von Orang-Utans, Siamangs und Gibbons. Diese Sektion ist auch in Neuguinea verbreitet, dort sind die Verbreiter der Samen noch unbekannt. Die Arten der Sektionen Amoora, zu denen auch Aglaia chittagonga gehört, und Neoaglaia werden durch Vögel verbreitet.
Die Gattung Aglaia zeichnet sich durch nur geringe morphologische Unterschiede zwischen ihren Arten aus, die eine sichere Unterscheidung im Herbarium erschweren. Die Entwicklung der Molekulargenetik hat in den letzten Jahrzehnten entscheidend zur Abgrenzung der Arten und zur Klärung ihrer verwandtschaftlichen Beziehungen beigetragen. Dennoch muss davon ausgegangen werden, dass noch einige der Arten mit einem großen Verbreitungsgebiet, wie Aglaia chittagonga, eine oder mehrere kryptische Arten enthalten.

### Erstbeschreibung
Die Erstbeschreibung erfolgte 1868 als Aglaia chittagonga durch den deutsch-niederländischen Botaniker Friedrich Anton Wilhelm Miquel im vierten Jahrgang der Annales Musei Botanici Lugduno-Batavi Seite 44. Der Artname chittagonga bezieht sich auf die Stadt Chittagong, in deren Umgebung das von Miquel beschriebene Exemplar aufgesammelt wurde.

### Synonyme
- Amoora chittagonga Hiern[1][10]
- Amoora tetrapetala (Pierre) Pellegr.[2]
- Aglaia tetrapetala Pierre[2]
- Aphanamixis chittagonga Miq.[11]

## Ethno- und Komplementärmedizin
Wie bei vielen anderen Pflanzen werden Blätter und andere Teile von Aglaia chittagonga in der Ethnomedizin genutzt. Eine Studie über die Zytotoxizität von Extrakten der Rinden von Aglaia chittagonga und Aglaia rohituka zeigte für Aglaia chittagonga eine Toxizität gegenüber Zelllinien aus menschlichem Brustkrebs und Pankreastumoren.